# Foster Europe
Foster Europe ist eine gemeinnützige Stiftung nach österreichischem Recht. Sie ist unabhängig und parteiungebunden.
Foster ist eine Abkürzung für Foundation for strong European Regions. Gegründet wurde Foster Europe im Jahr 2010 mit Sitz in der burgenländischen  Landeshauptstadt Eisenstadt.

## Arbeitsschwerpunkte
Die Stiftung fördert den europäischen Diskurs zu Föderalismus und Dezentralisierung sowie das Mehrebenen-System der Europäischen Union (Multi-Level-Governance). Des Weiteren engagiert sich Foster Europe in der Vermittlung von Föderalismus in der politischen Bildung. Über den Föderalismus hinaus widmet sich die Stiftung der EU-Regionalpolitik in Ost- und Südosteuropa. Ziel ist insbesondere die regionale und nationale strukturelle Einbindung von Zivilgesellschaft in die EU-Donauraumstrategie (EUSDR).

## Konferenzreihen
Seit 2016 richtet Foster Europe die jährliche Statuskonferenz Föderalismus aus. Die Konferenz thematisiert aktuelle Fragen des Föderalismus in Österreich und Europa. Damit will die Stiftung einen Beitrag zur Verbreitung und zu besserer Transparenz des Föderalismusdiskurses in Österreich leisten.
Seit 2014 organisiert Foster Europe gemeinsam mit Partnern (DCSF, PA10-EUSDR, die jeweilige Präsidentschaft der EUSDR) aus der EUSDR den jährlichen Danube Participation Day (DPD). Dabei handelt es sich um die jährliche Konferenz der Zivilgesellschaft im Rahmen des Annual Forums der EUSDR. Der DPD wurde zum Modell für zivilgesellschaftliche partizipation in EU-makroregionale Strategien und von der EU Strategy for the Baltic Sea Region (EUSBSR) adaptiert übernommen.
Auf nationaler Ebene organisiert Foster Europe mit lokalen NGOs und den Partnern des Danube Participation Days regelmäßige National Participation Days in den Mitgliedsstaaten der EUSDR. In elf von 14 Mitgliedsstaaten der EUSDR wurden bisher NPDs veranstaltet.

## Publikationen
Foster Europe gibt zwei Publikationsreihen im Studienverlag Innsbruck heraus. In der ISS (Foster Europe International Studies Series) sind bisher 3 Bände erschienen:
- Regionalization and Minority Policies in Central Europe: Case Studies from Poland, Slovakia, Hungary and Romania. Foster Europe International Studies Series, Vol. 1. Innsbruck, 2012. ISBN 978-3-7065-5097-0
- Fiscal Federalism and Fiscal Decentralisation in Europe. Comparative Case Studies on Spain, Austria, the United Kingdom and Italy. Foster Europe International Studies Series, Vol. 2. Innsbruck, 2014. ISBN 978-3-7065-5240-0
- Subnational Parliaments and EU Integration: Taking Stock of the Lisbon Treaty. Foster Europe International Studies Series, Vol. 3. Innsbruck, 2015. ISBN 978-3-7065-5396-4

In den Working Papers sind erschienen:
- Die Zukunft des österreichischen Bundesstaates in Europa. Foster Europe Working Papers, Vol. 1. Innsbruck, 2012. ISBN 978-3-7065-5096-3
- Perspektiven des Finanzföderalismus in Österreich. Foster Europe Working Papers, Vol. 2. Innsbruck, 2014. ISBN 978-3-7065-5241-7

Gemeinsam mit dem Institut für Föderalismus Innsbruck erschien in deren Schriftenreihe:
- Föderalismus im 21. Jahrhundert – Effizienz und Verantwortung im modernen föderalistischen Staat. erschienen als FÖDOK 34 beim Institut für Föderalismus, Innsbruck, 2012.
- Steuerföderalismus – Eine fachliche Auseinandersetzung mit einem komplexen Thema. in Kooperation mit dem Institut für Föderalismus, Innsbruck, 2014.

## Projekte
- EU-Jugend- und Kulturprojekt zum Thema Jugend-Kultur-Identität (Europe for Citizens) mit Städten aus Ungarn, Frankreich, Estland, Slowakei (lead partner Veszprém, 2018/20)[4]
- EU-Jugendprojekt zu den vier Grundfreiheiten in der EU (Europe for Citizens) mit Städten aus Ungarn, Rumänien, Serbien, Estland, Slowakei (lead partner Veszprém, 2017/19)
- EU-Projekt zu local authorieties and sustainable development (lead partner ALDA, 2015/18)[5]
- EU-Projekt zur Stärkung der Zivilgesellschaft in der Ukraine (lead partner Centre for Regional Studies, Odessa, 2014/16)
- Zwei aufeinander folgende Projekte zur Partizipation in der EUSDR, gefördert von der Baden-Württemberg-Stiftung und dem Staatsministerium Stuttgart 2017/20 gemeinsam mit der Agapedia-Stiftung[6]
- EU-Jugendprojekt zur politischen Bildung (Europe for Citizens) mit NGOs aus 10 EU-Staaten (lead partner Movimento Europeo Italiana, Rom). Aufbau eines Escape Rooms mit dystopischer Vision des Untergangs der EU: Spielfrage: was verlieren wir mit der EU? 2020/2022. Wir setzen das Projekt gemeinsam mit einem EU Kurs der FH Burgenland um[7]

## Mitgliedschaften
- European Policy Centre[8]
- European Association for Local Democracy[9]
- Danube Civil Society Forum[10]